# 배권영
배권영(1994년 9월 27일~)은 대한민국의 배드민턴 선수로, 밀양시청 소속으로 활동하고 있다.